# Chourjit Singh
Chourjit Singh, também conhecido como Charajit Singh, foi um Rei Manipuri que governou entre 1806 e 1812.